# Céramique islamique
 (octobre 2020).
Si vous disposez d'ouvrages ou d'articles de référence ou si vous connaissez des sites web de qualité traitant du thème abordé ici, merci de compléter l'article en donnant les références utiles à sa vérifiabilité et en les liant à la section « Notes et références ».

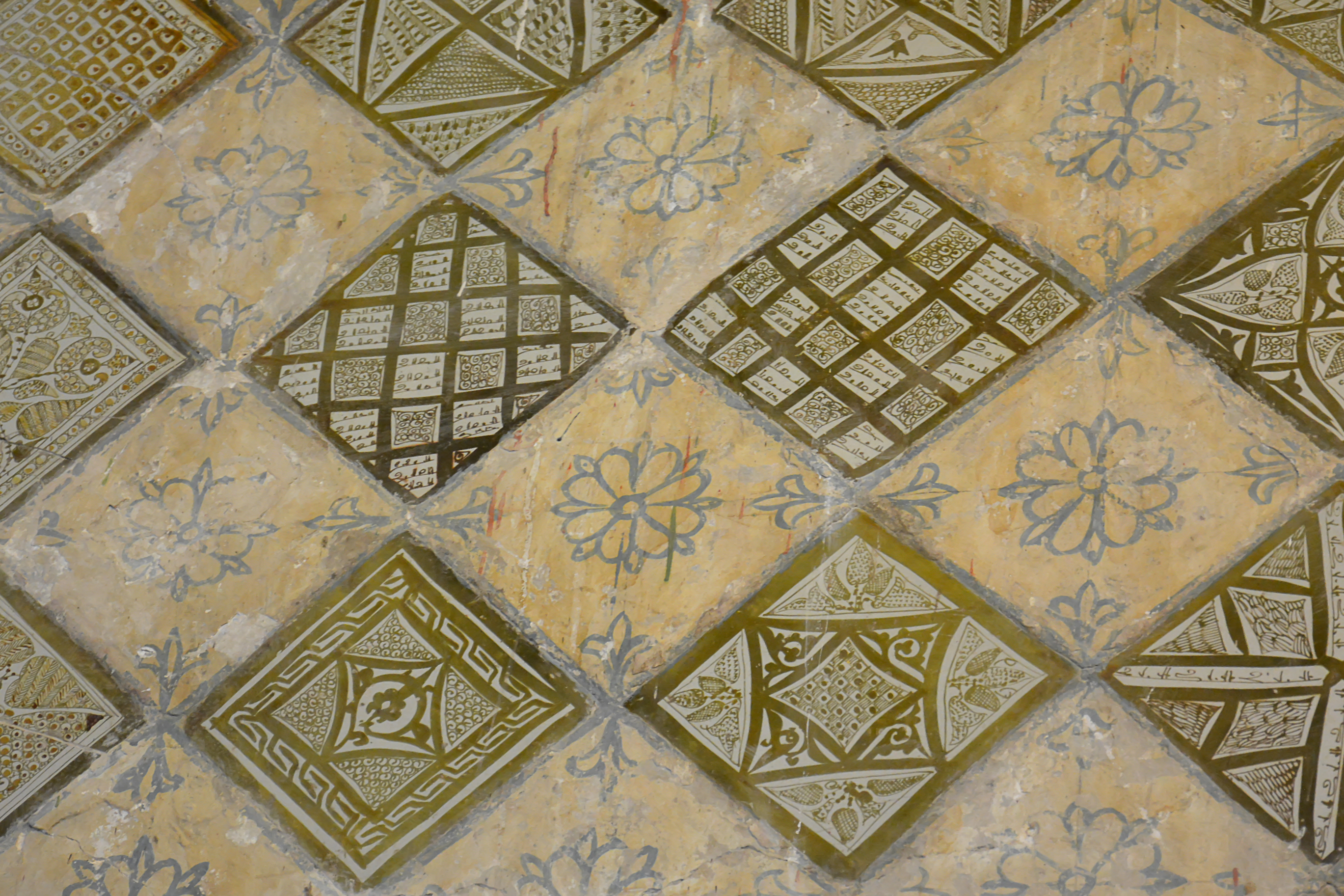
Carreaux de céramique lustrée, datés de 862, qui furent fabriqués en Mésopotamie à l'époque abbasside. Décorés de feuillages et de hachures, ils font partie d'un ensemble de carreaux de céramique à reflets métalliques ornant la partie supérieure du mihrab de la grande mosquée de Kairouan, en Tunisie.

La céramique est l'un des médias artistiques les plus utilisés dans les arts de l'Islam à toutes les époques et dans toutes les régions. 

## Connaissance et statut de la céramique en terre d'Islam
La céramique islamique est, en général, assez bien connue, bien qu'il s'agisse d'un domaine complexe, qui change constamment. La céramique appartient aux « arts du feu », et se divise en deux grandes familles : les pièces de forme (vaisselle) et les carreaux de revêtement muraux. Ces deux productions sont intrinsèquement liées, par les techniques, les artistes, les motifs.

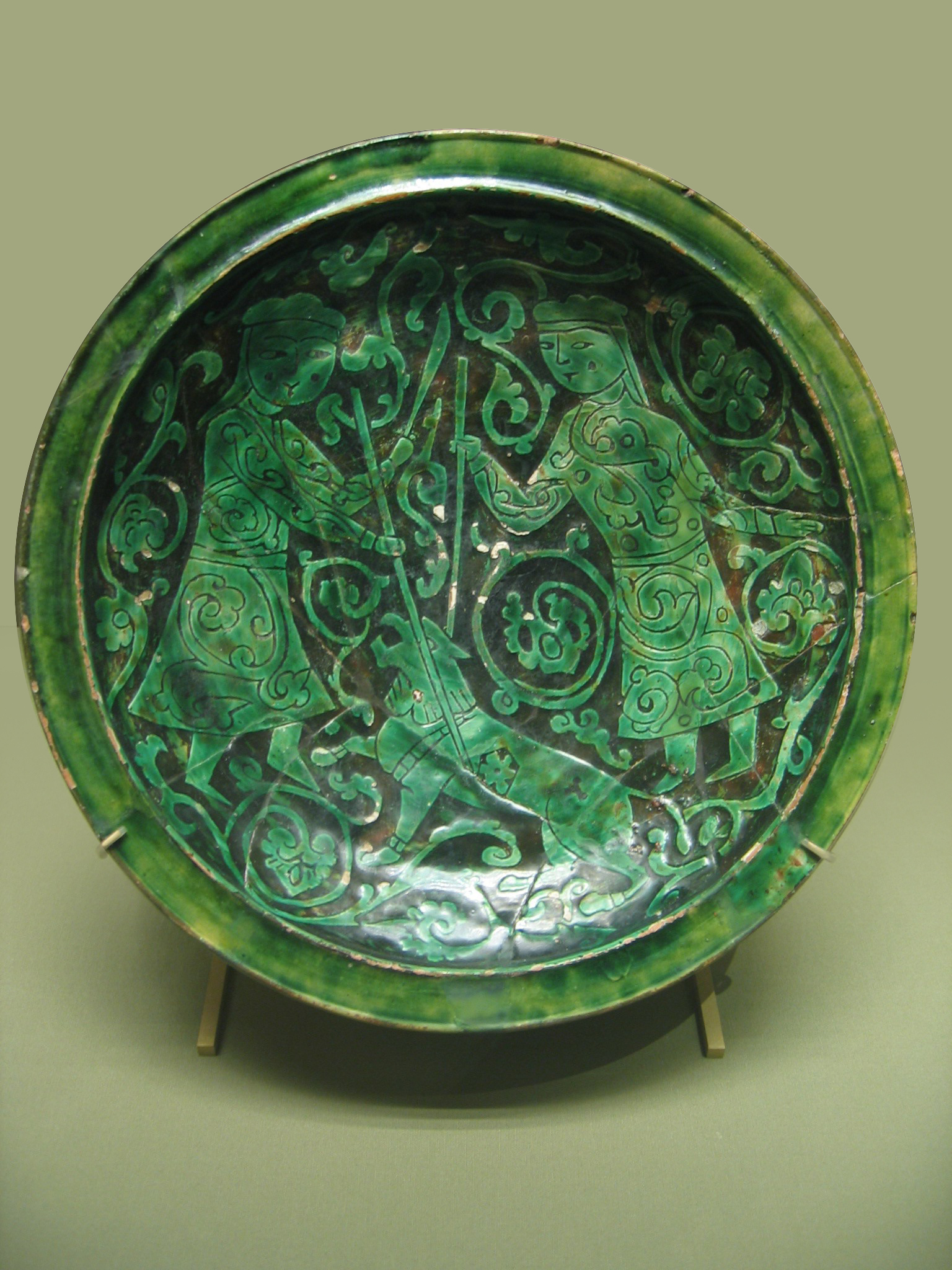
Coupe aux chasseurs, Iran du Nord-Ouest,, musée du Louvre

Plusieurs sources sont utilisées pour l'étude de la céramique islamique :
- les études scientifiques des matériaux ;
- les analyses en laboratoire destinées à recréer des pièces ;
- les textes et les traités sont rarissimes[2] ; dans la plupart des cas, les renseignements sont épars, anecdotiques, inclus dans des ouvrages traitant d'autres domaines, mais dans quelques cas, le sujet est plus largement abordé, notamment dans :
  - le traité de minéralogie d'al-Biruni, achevé en 1035, mentionne des recettes d'émail, mais sans préciser si elles sont utilisées dans la céramique,
  - le livre des joyaux, anonyme, qui a été rédigé en 1196 dans le Khorassan, décrit la technique du lustre métallique,
  - le traité rédigé en 1301 par un potier iranien du nom d'Abul Qasim al-Kashanî, qui donne de nombreuses recettes[3],
  - enfin, le traité bien plus tardif du potier qajar 'Ali Muhammad Isfhani (1888)[4].

Le statut de la céramique dans les mentalités du monde islamique est assez difficile à établir, d'autant que les pièces sont de qualité très variable, depuis la vaisselle commune jusqu'aux objets réservés à une élite. Les productions les plus coûteuses et les plus délicates ont évidemment un rôle de luxe, destiné à la cour, et ne sont pas forcément utilitaires[réf. nécessaire].
La céramique est un art d'atelier, c'est pourquoi[style à revoir] les noms de potiers restent le plus souvent inconnus, les pièces ne recevant pas de signatures. En revanche, on connaît[Qui ?] un certain nombre de marques d'ateliers. Les lieux de production restent également souvent assez flous, d'autant que les céramiques sont fréquemment exportées, parfois sur de grandes distances, comme produits de valeurs ou comme contenants. On ne peut[Qui ?] être sûr d'un lieu de production que grâce à des sources écrites fiables ou (surtout) à l'archéologie, lorsque sont découverts des fours, des ratés de cuisson, des éléments de fabrication, etc[réf. nécessaire].

## Fabrication

### Matériaux

#### Pâte

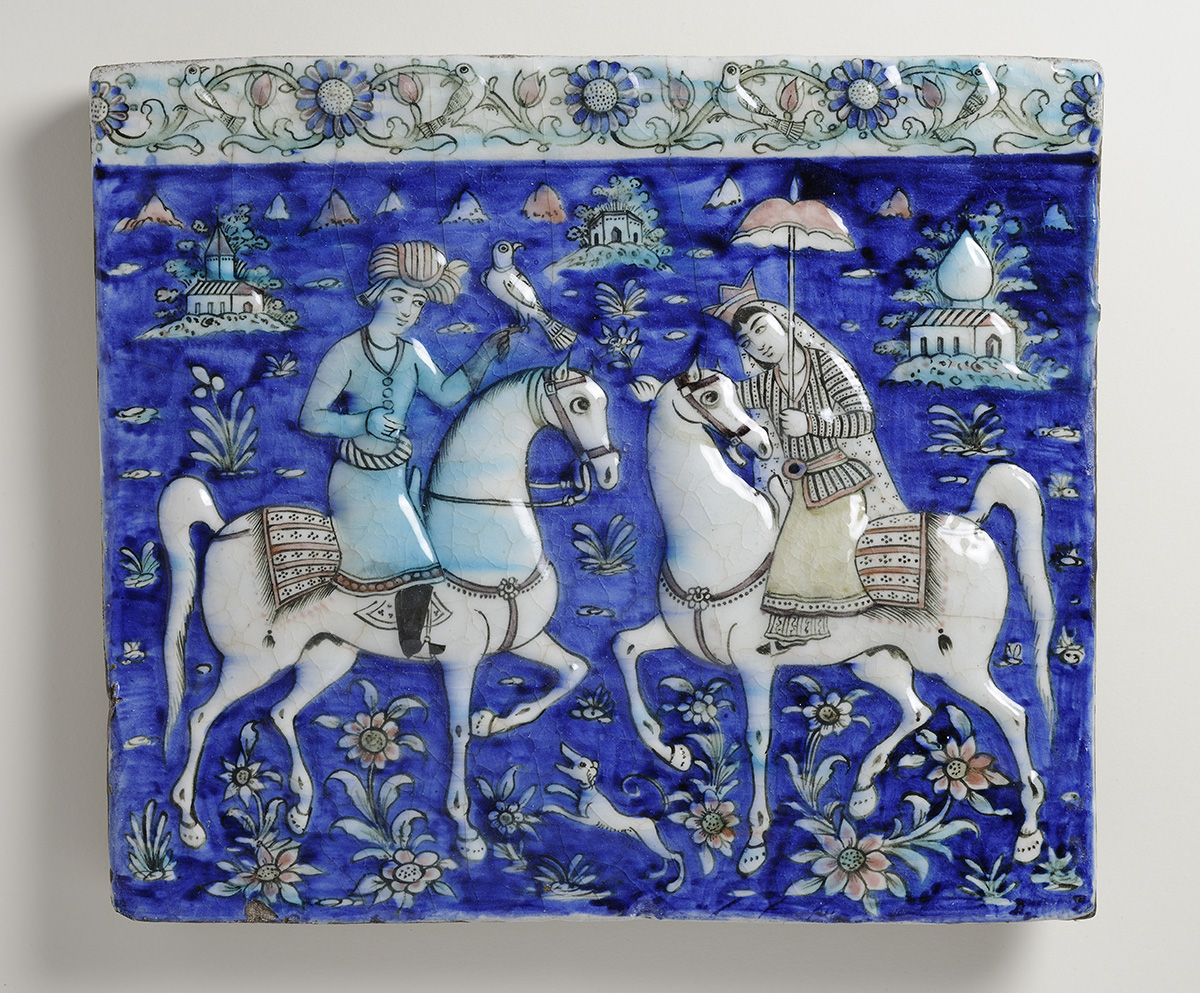
Un cavalier et une cavalière, Carreau de revêtement, 19e siècle, Téhéran, musée des Beaux-Arts de Lyon

Il existe deux grands types de pâtes : la pâte argileuse et la pâte siliceuse.
- La pâte argileuse est constituée en majeure partie d'argile avec un dégraissant (sable, chaux, chamotte - argile cuite pilée -, voire paille pour les céramiques très communes) dont le rôle est d'éviter que l'argile colle aux doigts et contrarie le modelage[6]. La pâte argileuse est une pâte souvent facile à travailler, dont la couleur et la finesse varie beaucoup. Elle est la seule pâte utilisée pour les céramiques jusqu'aux XIIe - XIIIe siècle, et reste largement utilisée ensuite pour les céramiques communes ou pour les gargoulettes. La pâte argileuse peut être blanche et fine, comme dans le cas des céramiques "egg-shell" du site de Suse[7], en Iran.

- La pâte siliceuse au contraire contient au moins 80 % de silice, les 20 % restant se composant d'argile et de dégraissants. Cette pâte très blanche, fine et dure, est extrêmement difficile à travailler. Elle a permis parfois d'imiter la porcelaine chinoise[réf. nécessaire].

Aux Xe et XIe siècles, on a[Qui ?] également produit des objets en pâte argilo-siliceuse, lors d'essais pour obtenir de la pâte siliceuse. Quelques porcelaines sont attestées en Iran et en Turquie à partir du XIXe siècle,.

#### Les engobes
L'engobe est une argile diluée, mélangée éventuellement à un oxyde colorant, de différentes couleurs (blanc, noir, rouge, vert, jaune). Il permet de masquer les imperfections du corps de l'objet ou la couleur de la pâte ou de réaliser des décors (par exemple, dans les céramiques à décor d'engobe sous glaçure, en Iran de l'est, au Xe siècle). En général, les engobes constituent une couche intermédiaire entre la pâte et la glaçure[réf. nécessaire].
L'engobe, généralement argileuse, peut parfois être siliceuse (cas des productions ottomanes d'Iznik).

#### La glaçure

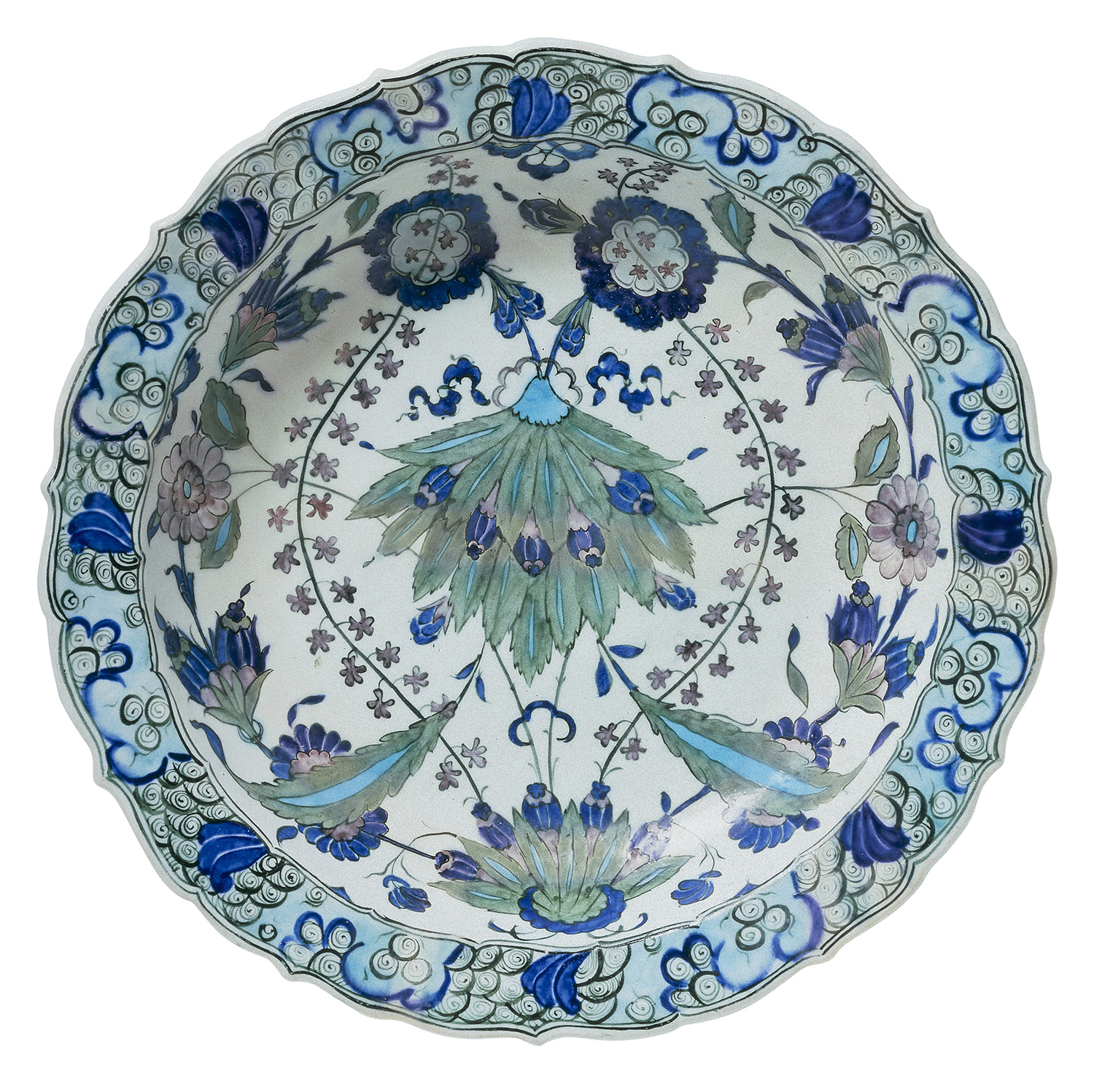
Plat à marli chantourné à décor de grosse fleur composite, Iznik, Turquie ottomane, vers 1550-1560, musée des Beaux-Arts de Lyon

La glaçure est une couche brillante posée avant cuisson sur la pâte ou l'engobe, qui imperméabilise l'objet et peut participer à sa décoration. Elle peut être posée au pinceau, ou appliquée par coulure ou immersion[réf. nécessaire].
Sa composition est proche du verre ; on distingue[Qui ?] deux grands types de glaçures selon le fondant utilisé : la glaçure plombifère (fondant : Oxyde de plomb) et la glaçure alcaline (fondant : soude). Pour l'opacifier, on ajoute le plus souvent de l'oxyde d'étain (couleur blanche), ou parfois de l'oxyde d'antimoine (jaune). Des oxydes métalliques peuvent être utilisés comme colorants[réf. nécessaire] :
- le cobalt pour le bleu ;
- le manganèse pour le noir et le brun ;
- le fer pour le rouge ;
- le plomb pour le blanc ;
- le cuivre pour le vert et le turquoise ;
- l'antimoine pour le jaune.

### Réalisation

#### Mise en forme
La mise en forme d'une pièce peut se faire de trois manières :
- par modelage,
- au tour de potier,
- ou au moule[réf. nécessaire].

La combinaison de ces techniques est fréquente : ainsi, les objets sont souvent moulés en plusieurs parties, auxquelles on ajoute des éléments tournés (pieds, par exemple) et modelés (anses, etc.). L'assemblage de ces éléments se fait grâce à de la barbotine, de l'argile si diluée qu'elle en devient liquide[réf. nécessaire].

#### Techniques de décor
Il existe de nombreuses techniques de décor, qui jouent :
- soit sur les reliefs (estampage, moulage, champlevé, éléments rapportés),
- soit sur la couleur (engobes et glaçures colorés, oxydes métalliques, mosaïque de céramique…). Les arts d'Islam ont en effet développé une palette très riche de techniques de couleur, les motifs pouvant être réalisés par des glaçures colorées, ou être peints au-dessus (faïence, haft rang) ou au-dessous de la glaçure[réf. nécessaire].

##### Jeux sur les reliefs

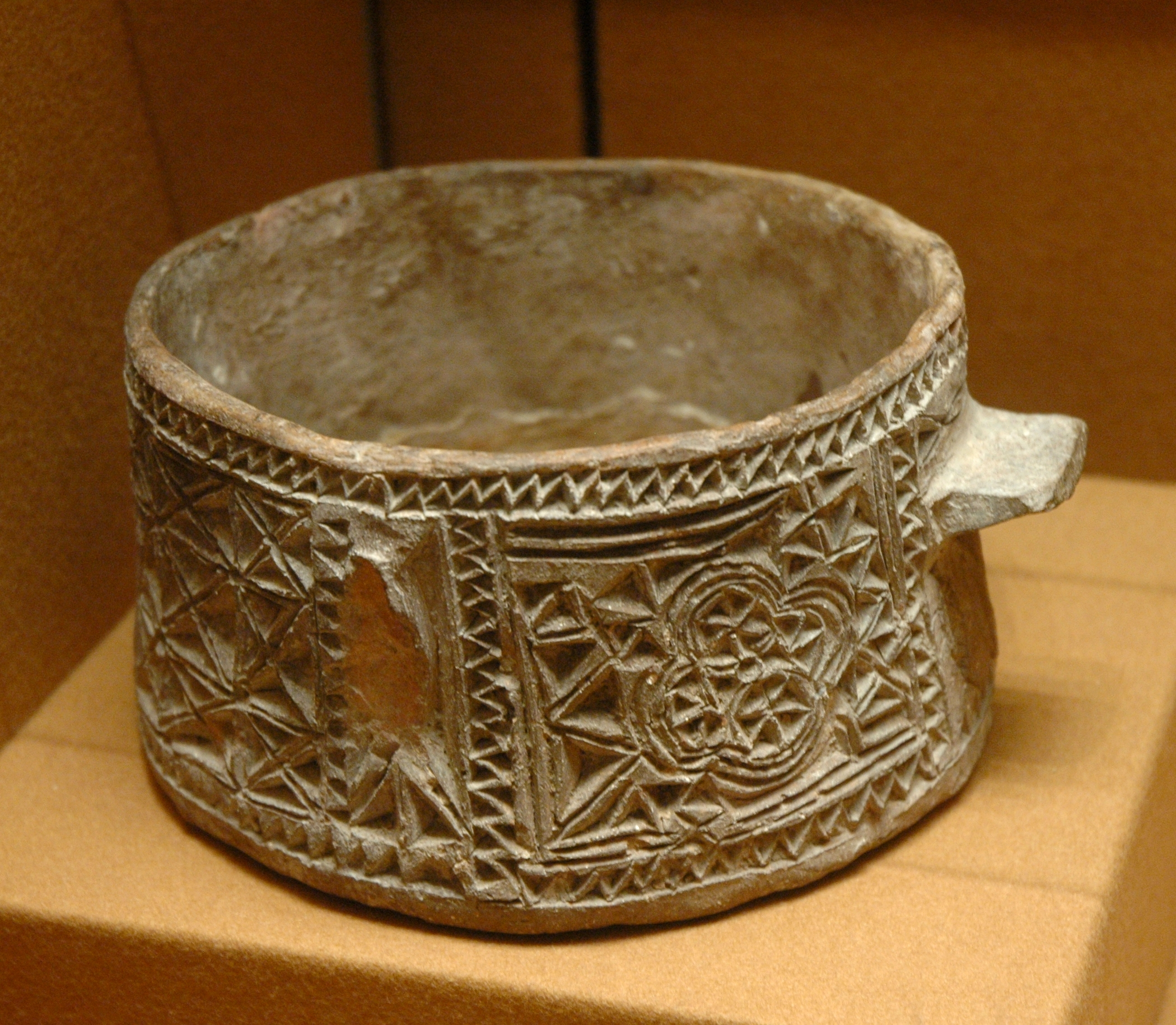
« Cooking-pot », Syrie, Xe siècle, céramique non glaçurée, décor champlevé, Paris, musée du Louvre MAO 279

La céramique non-glacée est la plus présente sur les sites archéologiques, toutes périodes confondues. Son décor est souvent fruste (lignes incisées, application du pouce ou d'une cordelette), mais peut parfois se révéler très sophistiqué. Il est alors obtenu par moulage, par estampage (répétition d'un même motif), par excision ou par l'application de motifs en barbotine.
Ces jeux de relief (incision, moulage, champlevé, excision) existent aussi dans des céramiques couverte d'une glaçure, monochrome ou polychrome (splashware).

##### Peint sur glaçure
La faïence en terre d'Islam n'est pas l'équivalent de la faïence européenne. Inventée au IXe siècle, en Irak abbasside, il s'agit une céramique à pâte argileuse, couverte d'une glaçure opacifiée (le plus souvent à l'oxyde d'étain), dont le décor est peint avec des oxydes métalliques sur la glaçure. La première couleur utilisée est le bleu de cobalt, mais d'autres couleurs existent comme le vert de cuivre, le brun de manganèse ou le jaune d'antimoine[réf. nécessaire].
Le décor de haft rang post-saljukide et le lajvardina mongol, également sur glaçure, introduisent une nouveauté: la multiplication des cuissons (au moins deux), toutes oxydantes, mais à des températures de plus en plus basses (technique dite de petit feu), permettant de cuire des couleurs moins stables, et d'obtenir ainsi une palette plus vaste (rouge, blanc, noir, or, vert, brun, bleu, violet)[réf. nécessaire].

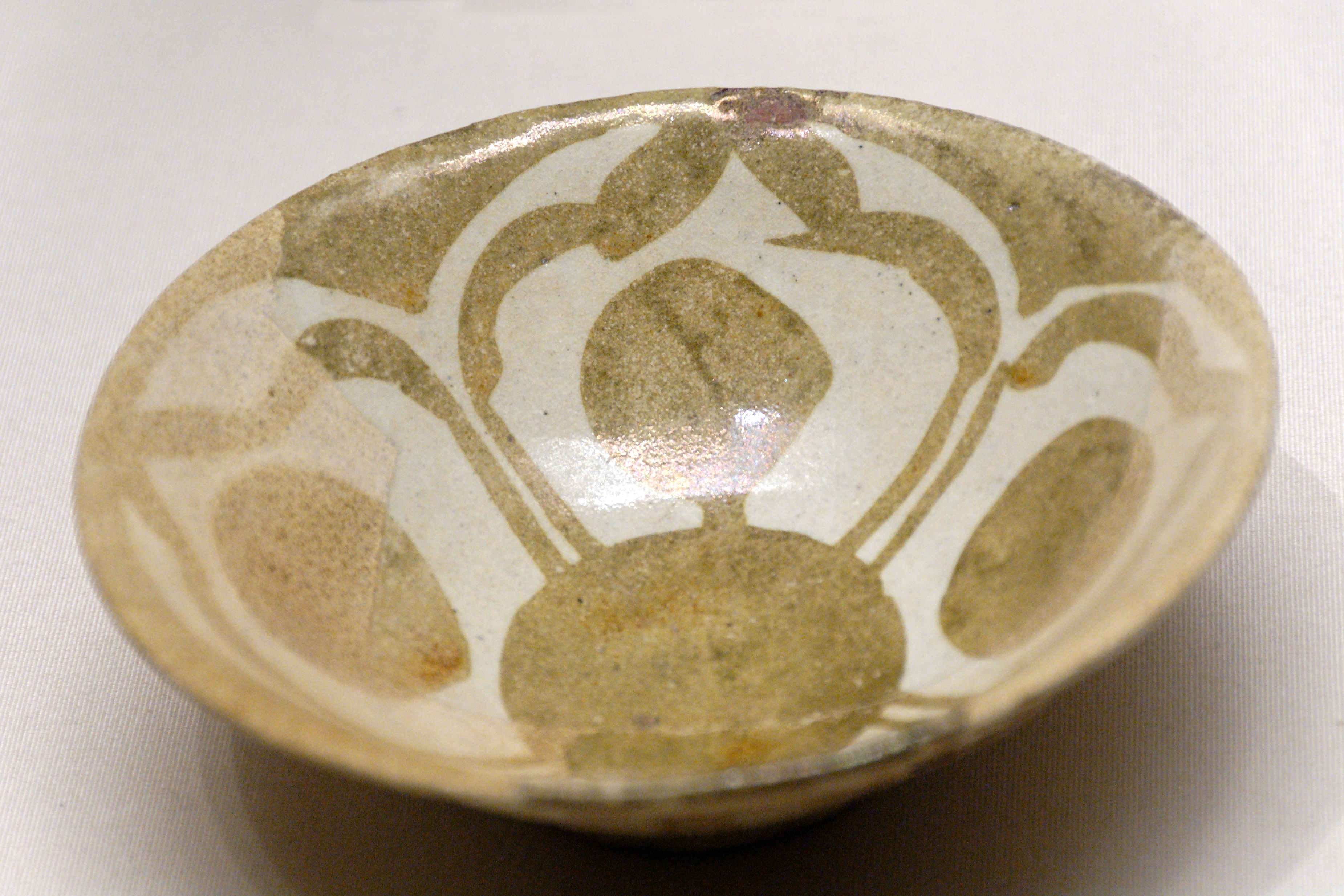
Coupe en lustre métallique, Iran (Suse), Xe siècle, Louvre

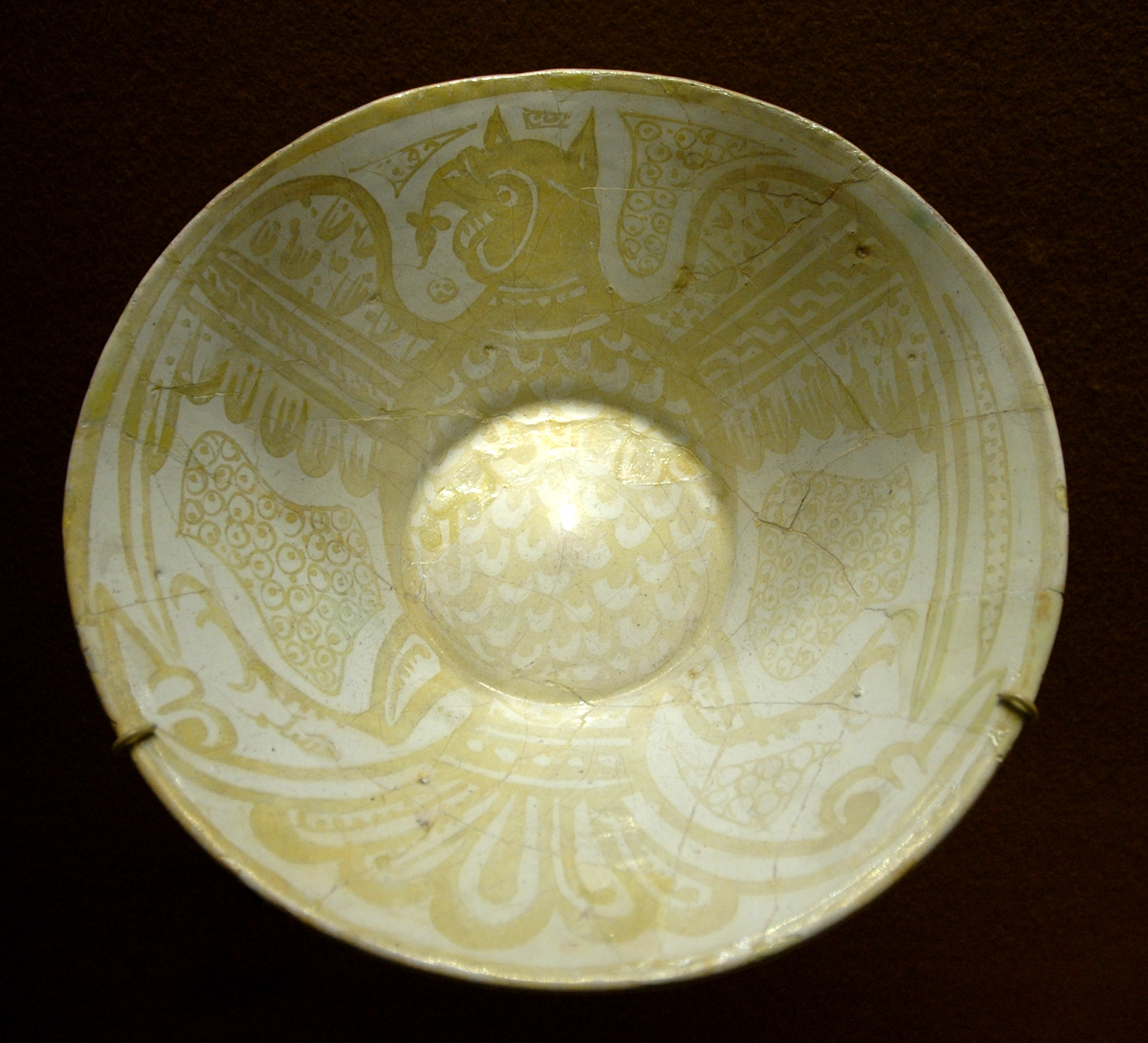
Coupe à l'aigle signée Muslim ibn Dahhan. Céramique argilo-siliceuse, décor lustré sur glaçure opacifiée. Égypte, fin du Xe siècle, début du XIe siècle. Metropolitan Museum of Art (MET 63.178.1)

Le lustre métallique est l'une des techniques spécifiques à la céramique islamique, qui ne sera adoptée en Europe qu'au XIVe siècle. Inventée probablement en Irak au IXe siècle, cette faïence particulière est réalisée en deux cuissons, l'une oxydante (900–1 000 °C), l'autre, moins chaude (600-700°) et réductrice ; les oxydes métalliques déposés (argent et/ou cuivre) permettent de créer des motifs aux reflets métalliques, qui donnent leur nom à la technique.

##### Peint sous glaçure
Les techniques de peint sous glaçure existent avant le XIIe siècle pour la couleur noire, mais elles se développent surtout au XIIe siècle et ensuite, grâce à l'amélioration des techniques de cuisson (grand feu), qui permettent l'utilisation de nouvelles couleurs (bleu de cobalt, rouge de fer). Les potiers d'Iznik portent, au XVIe siècle, cette technique à son apogée.

##### Décors de glaçures colorées

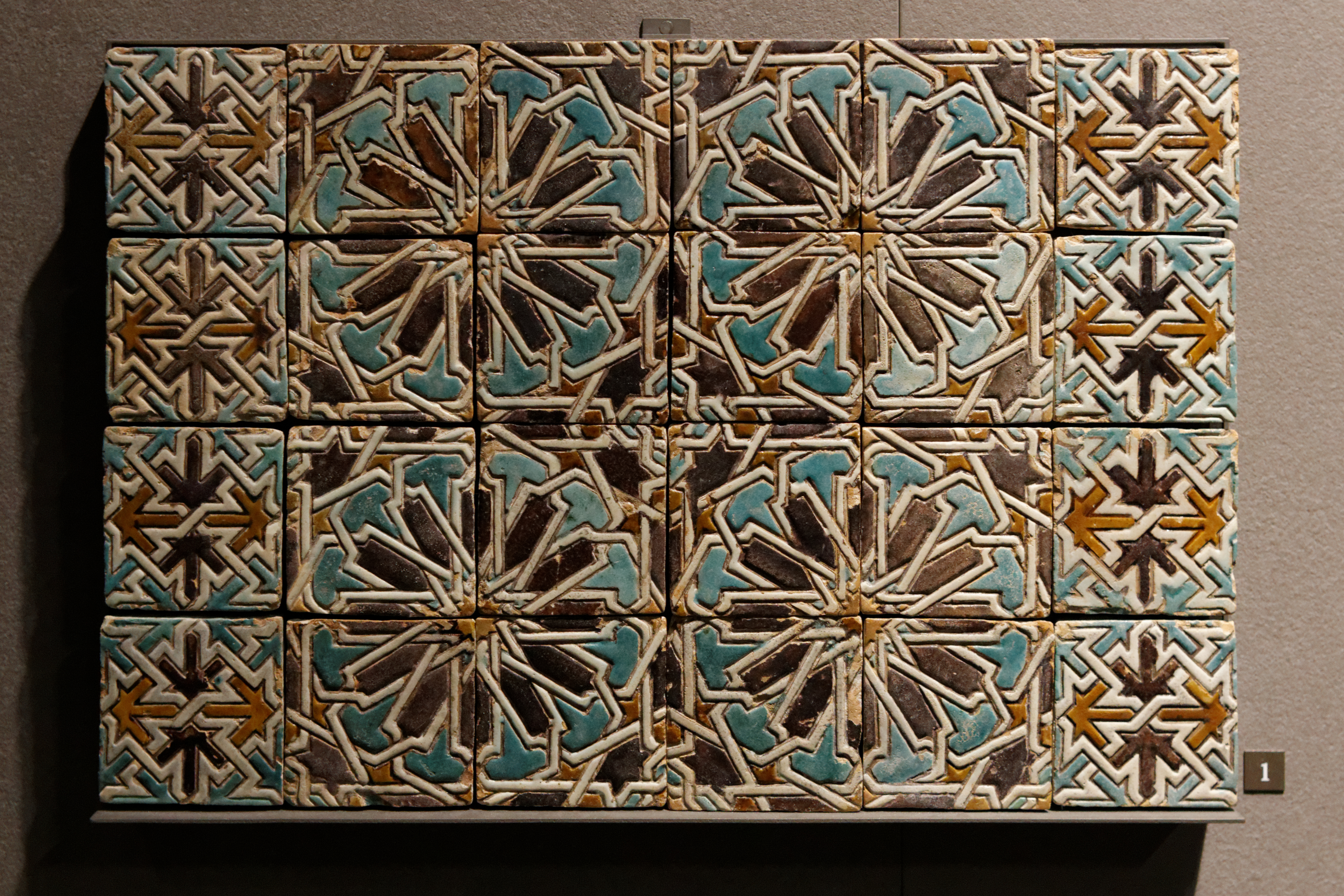
Carreaux de revêtement mural avec décor de cuerda seca.

La juxtaposition de plusieurs glaçures colorées, séparées par un trait noir de manganèse, s'appelle la cuerda seca ; c'est une technique introduite par le califat de Cordoue (Xe siècle), très utilisée en Espagne et en Iran à partir de la période safavide. Plusieurs glaçures colorées sont aussi utilisées dans les décors de coulures de glaçures, ou lorsqu'elles sont délimitées par des incisions (Coupe au lièvre OA 7478 du musée du Louvre, groupe de céramique dit lakabi).

#### Cuisson

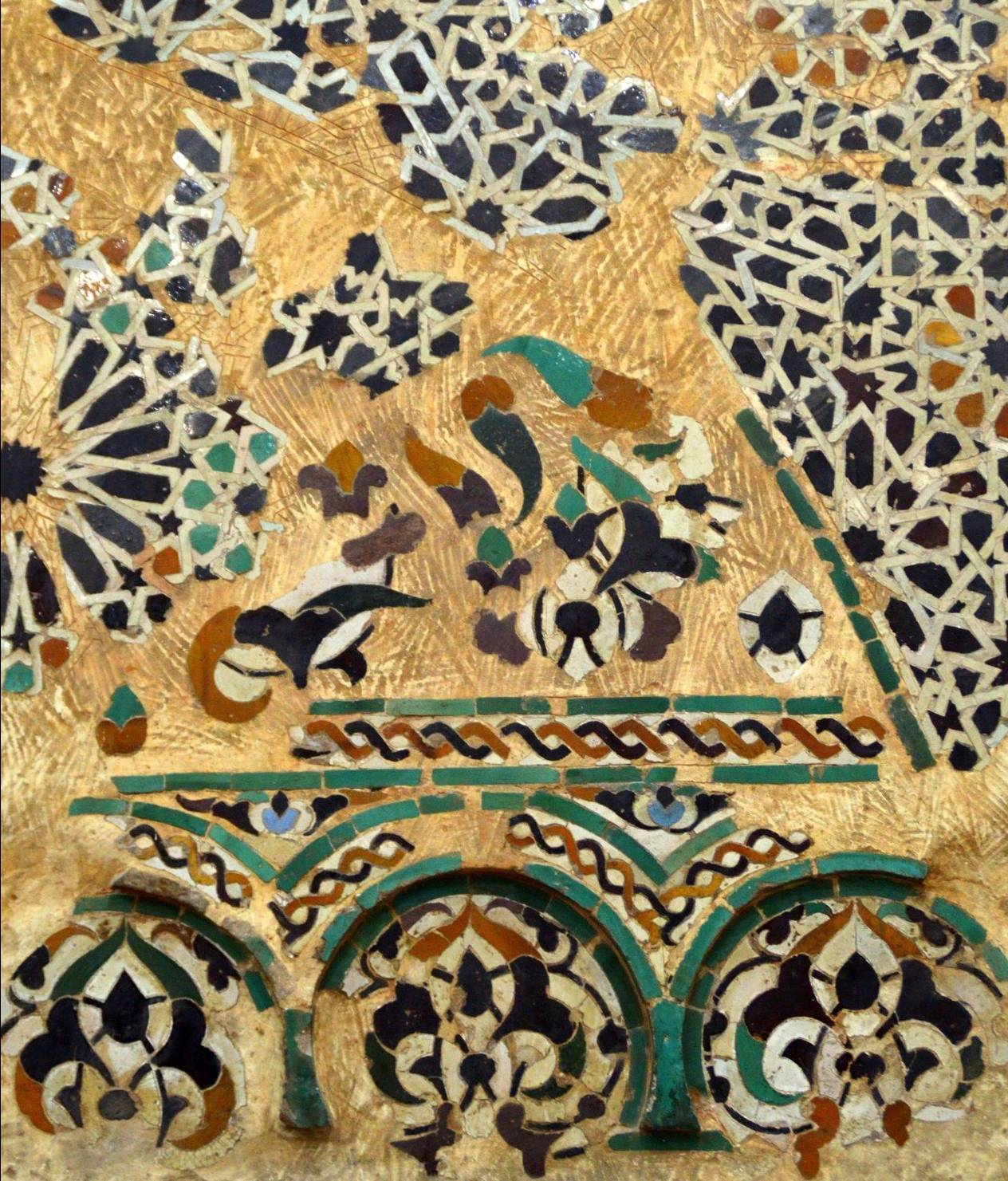
Zellige de la médersa Tachfinia édifiée au XIV exposé au Musée national des antiquités et des arts islamiques, Alger, Algérie.

La cuisson est un moment délicat de la confection d'une céramique, qui conditionne la réussite de la pièce. Elle s'effectue dans des fours dont le type varie beaucoup en fonction des régions. La température, le nombre et le type (oxydante, réductrice) de cuisson sont déterminés par les techniques employées (pâtes, décor)[réf. nécessaire].
Les pièces peuvent être installées sur des bâtons d'enfournement, ou entassées dans le four, séparées le plus souvent par des pernettes en argile. Ces éléments en forme d'étoiles à trois branches évitent que les pièces ne se touchent et que les glaçures, en coulant, ne les collent entre elles[réf. nécessaire].

## Approche chronologique
Les études les plus complètes sur la céramique islamique de manière chronologique sont celles d'A. Lane et J. Soustiel, citées en bibliographie. La plupart des informations de cette partie en sont directement issues ou peuvent y être retrouvées.

### VIIIesiècle

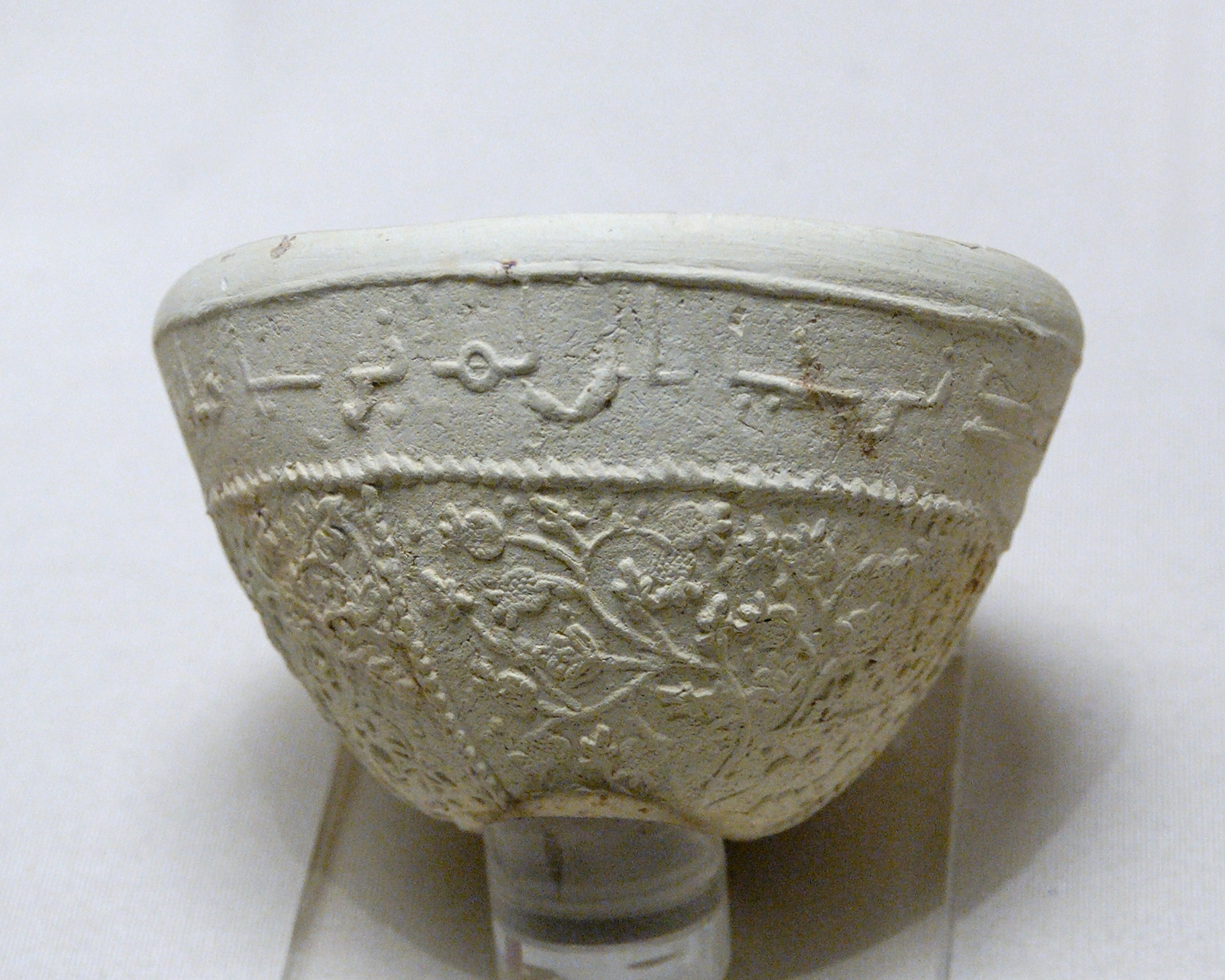
Bol décoré de pampres et de grenades, avec une inscription en écriture arabe, céramique argileuse à décor moulé, VIIe siècle - VIIIe siècle, Suse, musée du Louvre (MAO S. 376)

Seules les pâtes argileuses étaient connues sous les Omeyyades, qui continuèrent à employer des techniques, décors et formes déjà mis au point aux périodes précédentes par les Parthes, les Sassanides et les Byzantins. Ceci cause de nombreux problèmes de datation, comme le prouve le cas des céramiques non-glacées retrouvées à Suse (Iran), qu'il est souvent impossible de dater précisément. L'exemple de Suse montre des objets de formes variées (cruches, bols, jarres, lampes…), le plus souvent non-glacés, et de qualités diverses. Certaines pâtes, fines et homogènes, permettent des productions remarquables, comme les « egg-shell » (coquille d'œuf), dont le plus important représentant est un petit bol du musée du Louvre. Son décor de pampres de vigne rappelle l'antiquité méditerranéenne ; sur d'autres objets, on peut trouver des éléments plus sassanides, comme des paires d'ailes[réf. nécessaire].
L'usage de glaçures était déjà connu sous les Sassanides. Certains objets omeyyades pouvaient donc être couverts de bleu, de vert ou de jaune, comme la grande jarre découverte à Basra (Irak), moulée sous glaçure verte, les extrémités des anses étant jaune moutarde

### IXeetXesiècles: le monde abbasside

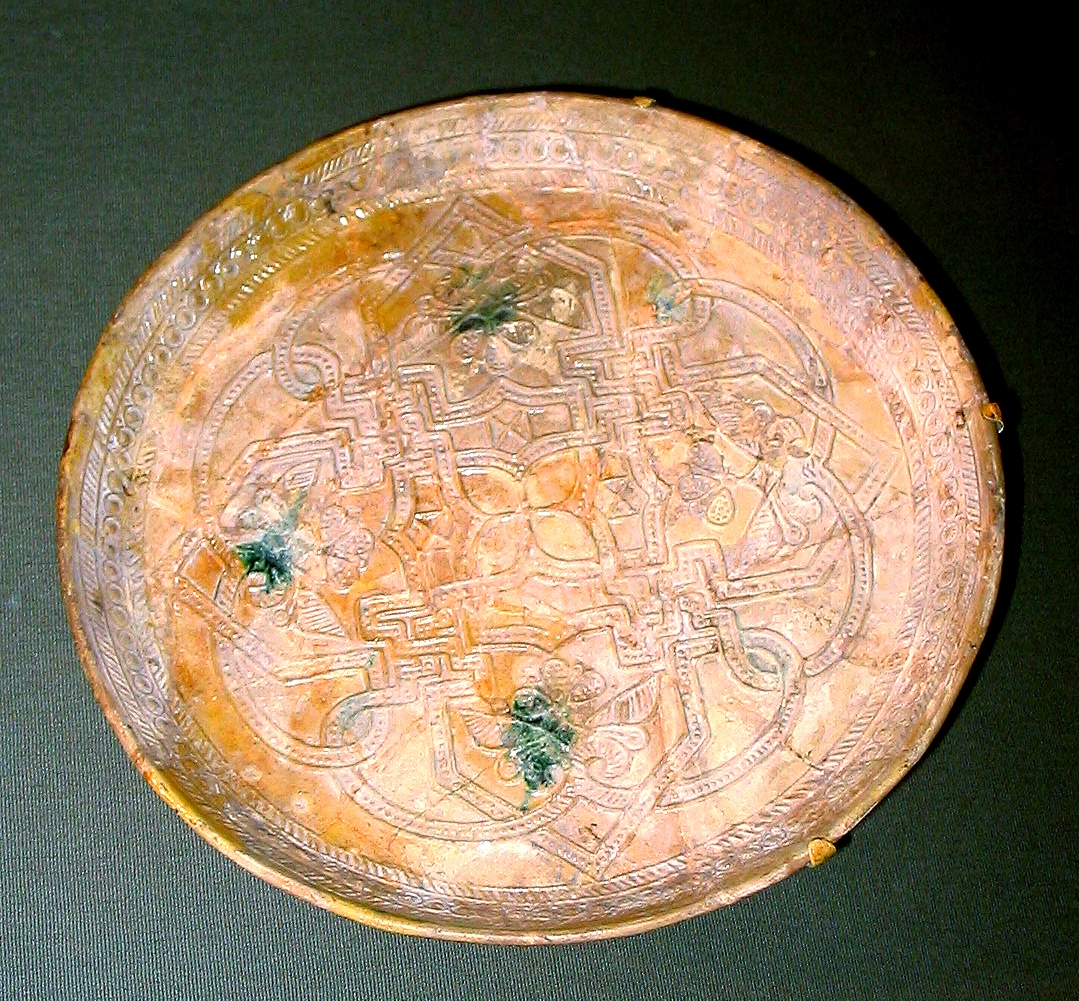
Plat à décor moulé sous glaçure, Iraq, IXe siècle, Freer Gallery de Washington

Si les productions de céramique sans glaçure et moulée sous glaçure connurent toujours un vif succès au début de la période abbaside, les productions moulées sous glaçure semblent souvent reprendre des modèles métalliques. Le IXe siècle fut marqué par deux inventions majeures et durables : la faïence et le lustre métallique,. Des centres de productions, si l'on en croit l'historien du IXe siècle al-Ya'qubi, existaient en Irak à Kufa, Basra et Samarra. On estime que Baghdad et Suse pourraient également avoir abrité des potiers.

#### Les premières faïences

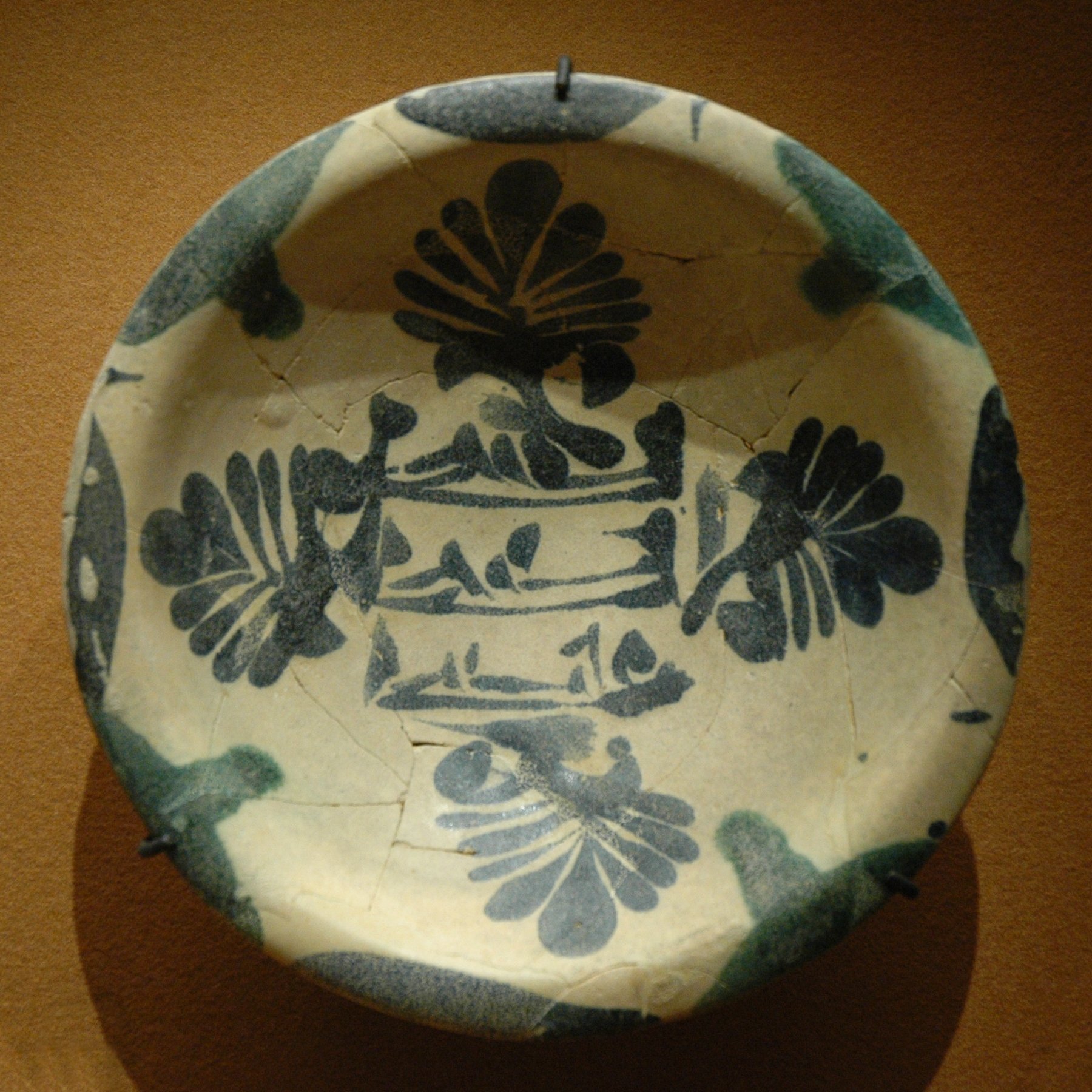
Coupe,, Iraq. Faïence, décor bleu et vert. Paris, musée du Louvre, MAO 20

La faïence fut le plus souvent utilisée pour réaliser des décors en bleu et blanc (type de décor également apprécié en Chine et plus tard en Europe), aux motifs végétaux, géométriques ou calligraphiques. On trouve plus rarement des exemples de turquoise, de vert, de brun et d'aubergine (plat épigraphié OA 7474 du musée du Louvre), associés le plus souvent au bleu de cobalt.
Les formes ouvertes sont les plus représentées pour cette technique, ce qui n'empêche pas l'existence de formes fermées, comme en témoigne un fragment de pichet susien du Louvre (MAO S. 575). Les formes sont parfois inspirées d'objets chinois, comme les plats à trois pieds tel celui à la grenade du musée du Louvre, qui présente un décor à l'aspect un peu flou, qu'on retrouve dans beaucoup d'objets contemporains.
La faïence produite en Irak a été beaucoup copiée dans les pays de l'empire abbaside, notamment au Maghreb et en Iran oriental. Les couleurs typiques de ces imitations sont le vert et l'aubergine

#### Le lustre métallique
Si la faïence semble avoir été utilisée uniquement sur des pièces de forme, le lustre métallique au IXe et au Xe siècle est attesté aussi bien sur des objets que sur des carreaux de revêtement : l'un des plus remarquables exemples connus est le décor du mihrab de la grande mosquée de Kairouan (Tunisie), constitué de cent trente neuf carreaux lustrés,. Mais d'autres témoins de l'usage du lustre en architecture proviennent du site de Samarra (Irak).

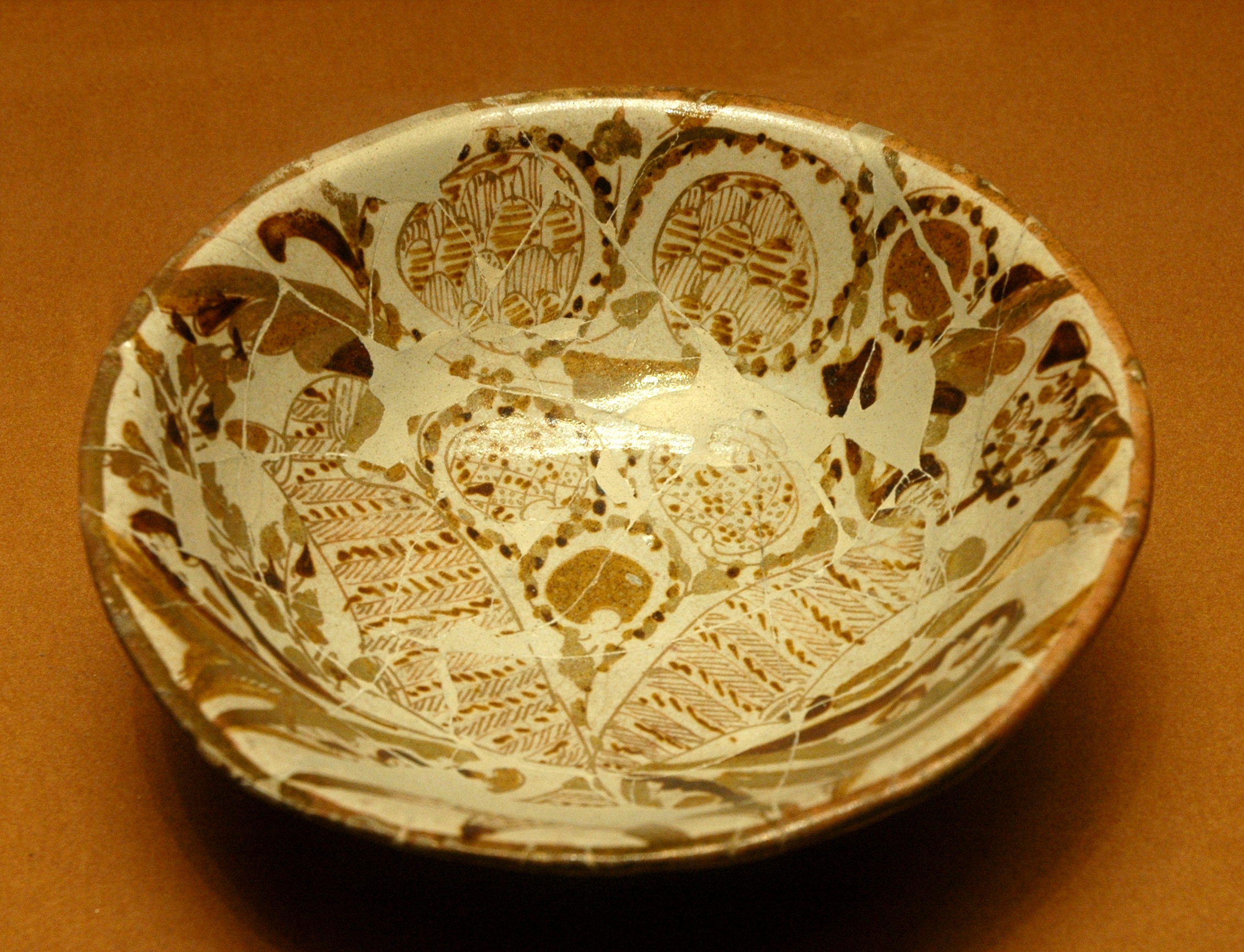
Coupe au bouquet stylisé, IXe siècle, Iraq. Céramique argileuse, décor de lustre polychrome sur glaçure opacifiée. Paris, Musée du Louvre, OA 7479

On distingue en général deux types de production lustrée pour cette période, l'une polychrome, plus difficile à obtenir et qui, paradoxalement, semble être plus précoce que la monochrome[réf. nécessaire].
- La production polychrome.

La production polychrome se distingue non seulement par la présence de plusieurs couleurs de lustre sur une même pièce, mais aussi par son style et son iconographie. Les pièces ne portent presque jamais de représentation figurative, comme d'ailleurs dans autres productions islamiques de cette période ; le répertoire se compose donc principalement d'éléments géométriques et végétaux, souvent très stylisés, et remplis de motifs variés (ocelles, chevrons, hachures…). Les jeux sur la symétrie sont fréquents ; on connaît de nombreux bouquets stylisés, comme celui de la coupe du musée du Louvre OA 7479.
- La production monochrome.

Avec le lustre monochrome, qui semble remplacer rapidement le lustre polychrome, l'iconographie figurative (animaux, humains) réapparaît, comme le prouve, par exemple, un récipient de la Freer Gallery of Art. Cela n'exclut pas pour autant les motifs de remplissage, et des ocelles ornent encore l'épaule de la jarre de la Freer Gallery, malgré une division du décor, et une aération de la composition. Sur le Plat au porte étendard du Louvre, l'artiste fait preuve d'une grande « horreur du vide », mais un cerne blanc sépare les motifs principaux du fond. On note aussi sur cette œuvre la présence d'un type épigraphique typique de cette période, souvent utilisé d'ailleurs comme un simple motif décoratif.

#### La céramique jaspée

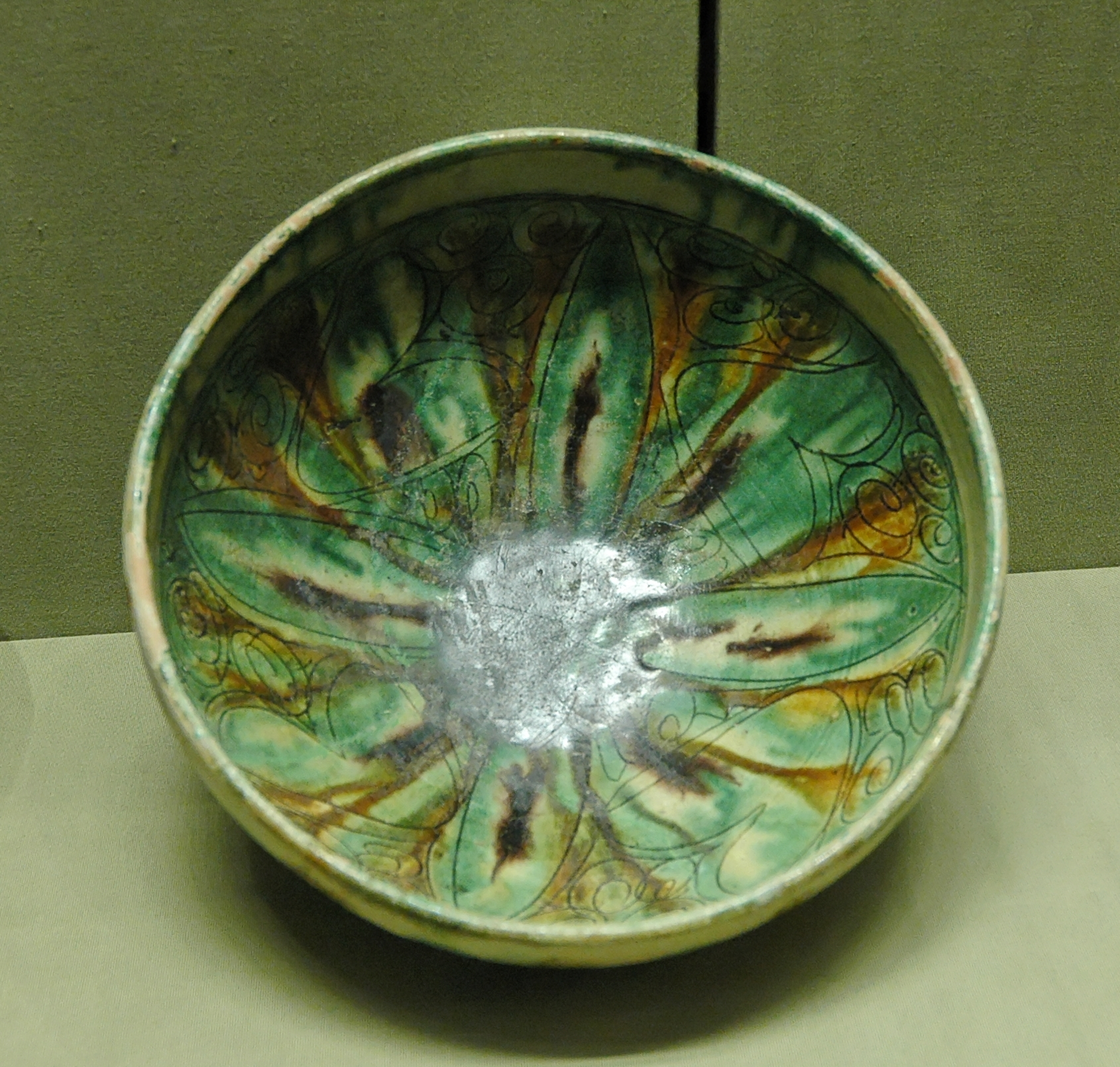
Coupe à décor jaspé, Khorasan ou Transoxiane,. Céramique argileuse engobée, décor gravé sous des glaçures transparentes colorées. Paris, Musée du Louvre, MAO 750

Une autre technique de décor fut parfois employée à la fin du IXe et au Xe siècle : la céramique jaspée, dite aussi splashware, qui dénote l'influence des sancai, céramiques chinoises de la dynastie T'ang à décor de coulures de glaçure. Des glaçures de différentes couleurs (brun, jaune, vert) sont appliquées sur la pâte nue ou engobée, en les faisant couler, ou en aspergeant la pièce. Cette technique, connue surtout dans la partie orientale du monde islamique, mais qui semble aussi avoir essaimé en Égypte, est souvent associé à des incisions ou au champlevé, et connut un succès important dans les siècles qui suivirent.

### Xe–XIIIesiècles

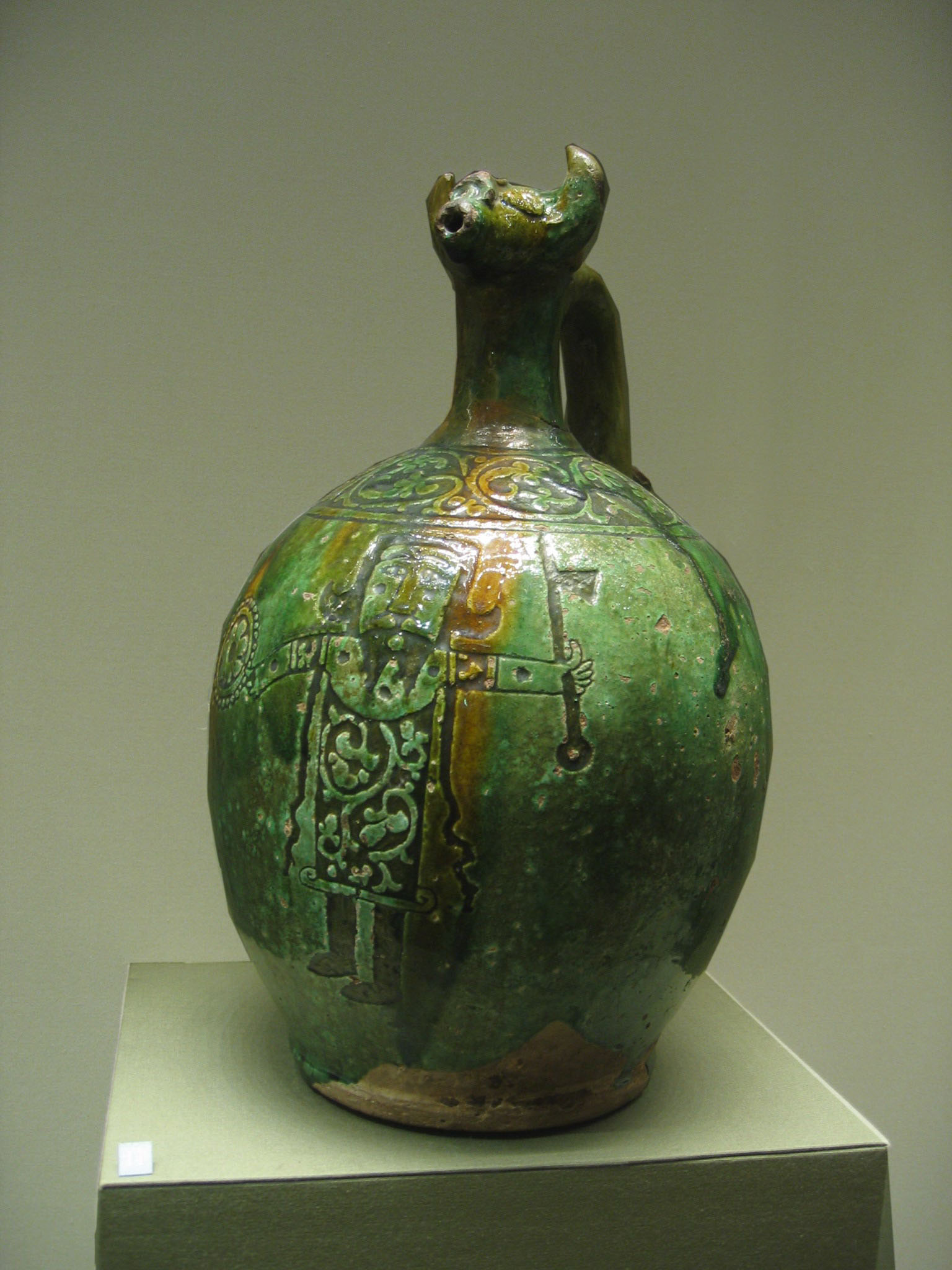
Aiguière à tête animale, Iran, région de Zendjand, district de Garrus,, céramique argileuse, décor champlevé et gravé sous engobe et sous glaçure transparente colorée, Musée du Louvre.

Ces siècles marquent l'apparition et le développement des décors d'engobe, en Iran principalement, mais également dans le reste du monde islamique. Plusieurs techniques sont utilisées, comme le sgraffito (gravure de motifs dans l'engobe), le champlevé (suppression de plages d'engobes pour laisser apparaître la couleur de la pâte) ou l'engobe sur engobe sous glaçure. Les potiers essaient le plus souvent d'imiter la faïence, et combinent parfois un décor champlévé ou esgraffié avec des coulures de glaçures colorées, comme sur l'aiguière à tête animale proposée en exemple. Cependant, sur ces céramiques provenant de la région de Garrus, en Iran, ce n'est pas la pâte qui est dévoilée, mais une seconde couche d'engobe noir situé sous l'engobe blanc[réf. nécessaire].

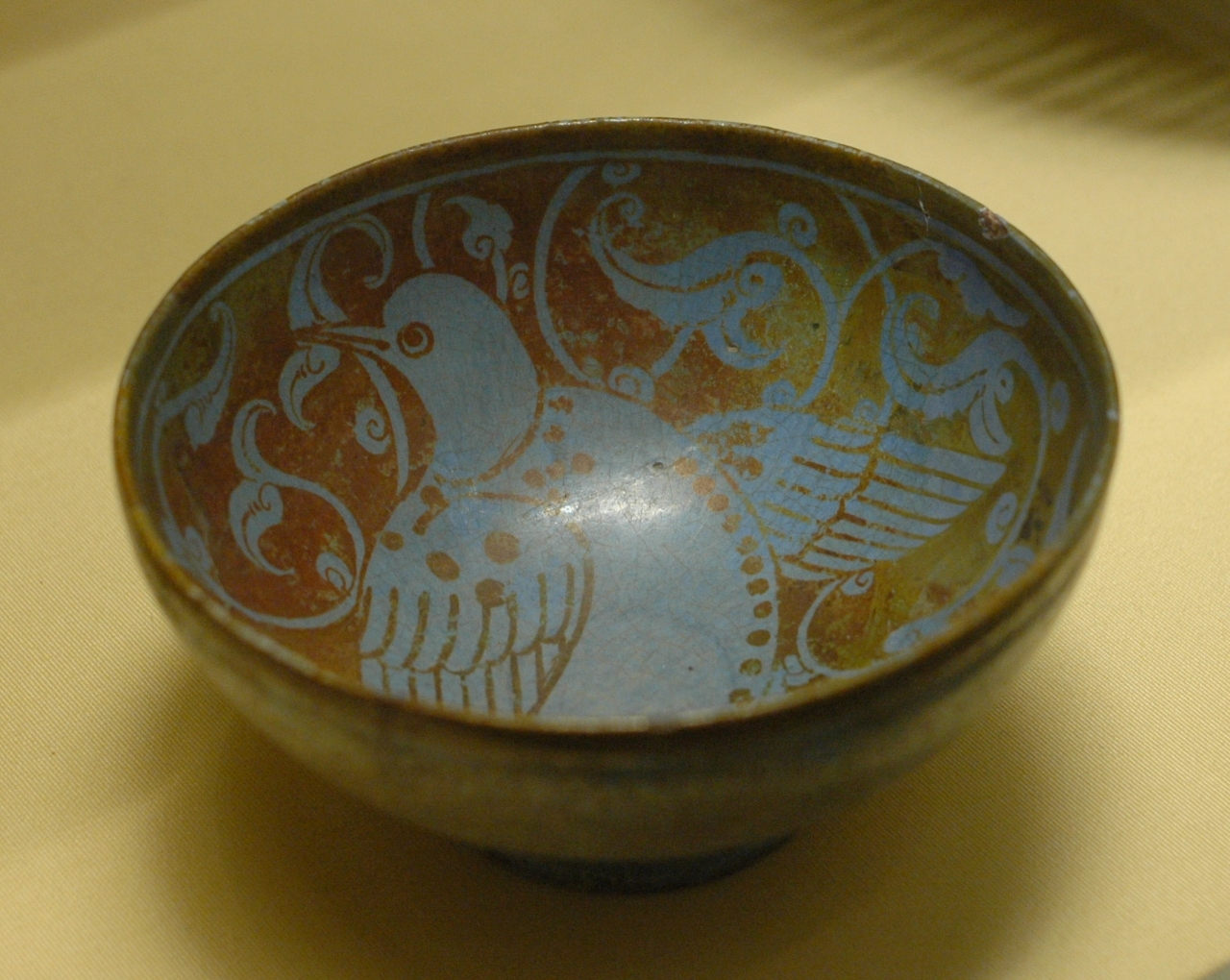
Coupe à l'oiseau, lustre métallique sur pâte siliceuse, Iran, fin du XIIe siècle, Louvre

Mais le XIe siècle est également le cadre d'une nouvelle révolution, avec l'apparition de la pâte siliceuse. Ce type de pâte semble avoir été découvert, ou plutôt redécouvert, car il existait dans l'Antiquité (Égypte, Mésopotamie), en Égypte fatimide (selon Scanlon) ou en Iran saljukide. Il reste toutefois réservé à de grands centres de production, pour des céramiques très luxueuses. La naissance de cette pâte résulta sans doute d'une recherche pour imiter les porcelaines chinoises, bien qu'il n'existât pas de kaolin dans le monde islamique, et aboutit à cette matière blanche, fine et très dure.

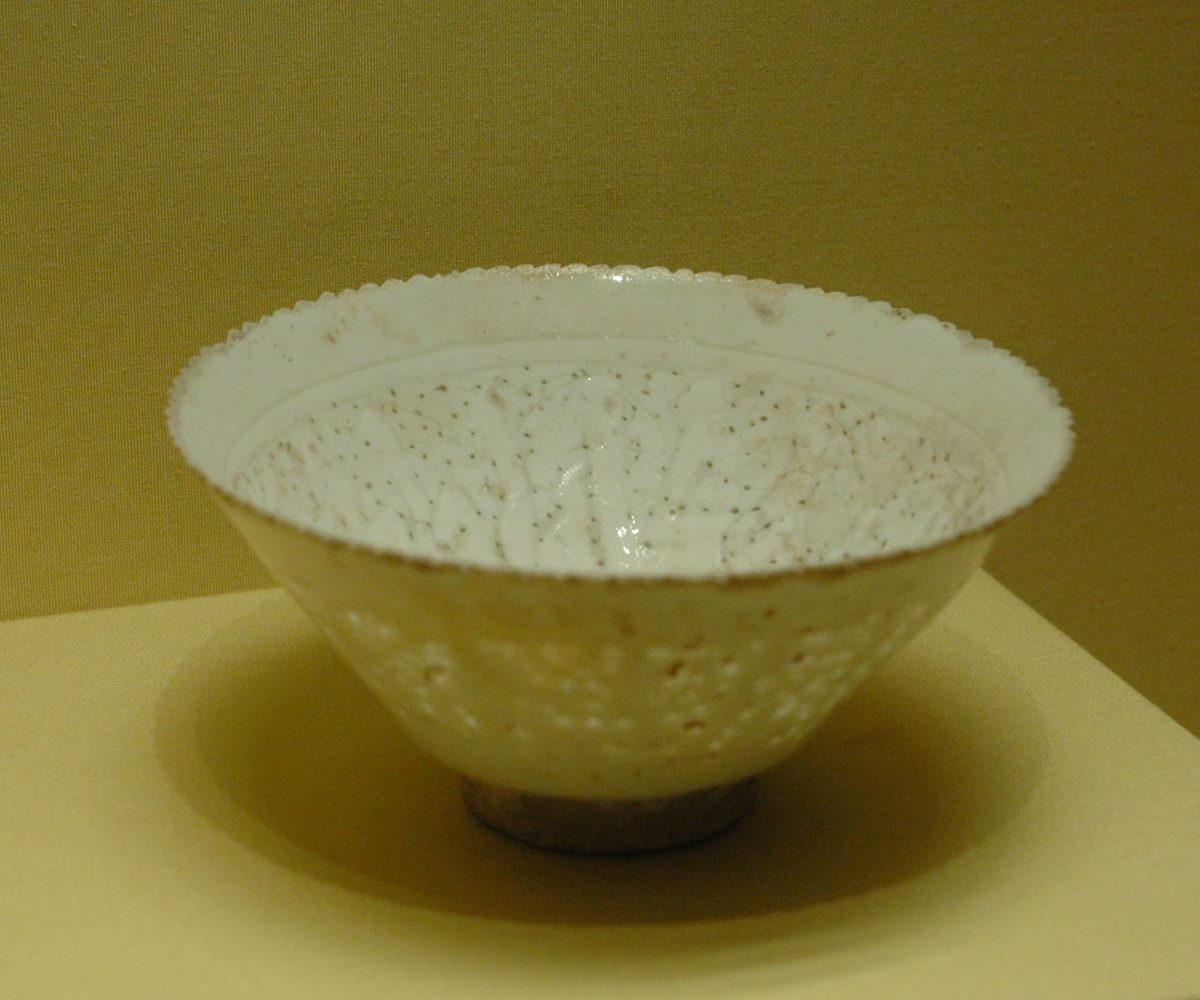
Coupe à décor de grains de riz, pâte siliceuse, Iran, XIIe siècle, Louvre

Les techniques de décor des céramiques en pâte siliceuse sont nombreuses. En général, on utilise une glaçure transparente, pour mettre en valeur la couleur de la pâte, et les pièces sont moulées plutôt que tournées, en raison de la dureté du matériau. La pièce peut également comporter de petits trous (décor dit « en grains de riz »), ou une inscription gravée. Lorsque le décor est à peine visible, on parle de « décor secret ».
Le minaï (« émail » en persan), ou haftrang (« sept couleurs » dans la même langue), utilise la technique du décor de petit feu. Il s'agit d'une production spécifique à l'Iran saljukide : les premières pièces datées mentionnent les années 1180 et les dernières, 1210–1220. Le principal centre de production est alors Kashan, mais Rayy pouvait également produire ce type d'œuvres, extrêmement coûteux car compliqué à réaliser. La pièce en pâte siliceuse est tout d'abord cuite une première fois avec de la glaçure, à haute température, puis les couleurs sont posées. Il existe sept couleurs de base : le rouge, le blanc et le noir sont stables, tout comme l'or, dont la température de fusion se situe vers 1 063 °C ; par contre, le vert, le brun et le bleu sont instables, et peuvent subir quantité de nuances. Une deuxième cuisson a alors lieu vers 600 °C, en atmosphère oxydante (l'oxygène peut entrer dans le four), chaque pièce devant être isolée dans un caisson ; c'est à ce moment que le potier peut tenter de nuancer ses teintes, en jouant sur les températures. Une température trop élevée ou trop basse peut cependant être fatale à la fournée[réf. nécessaire].

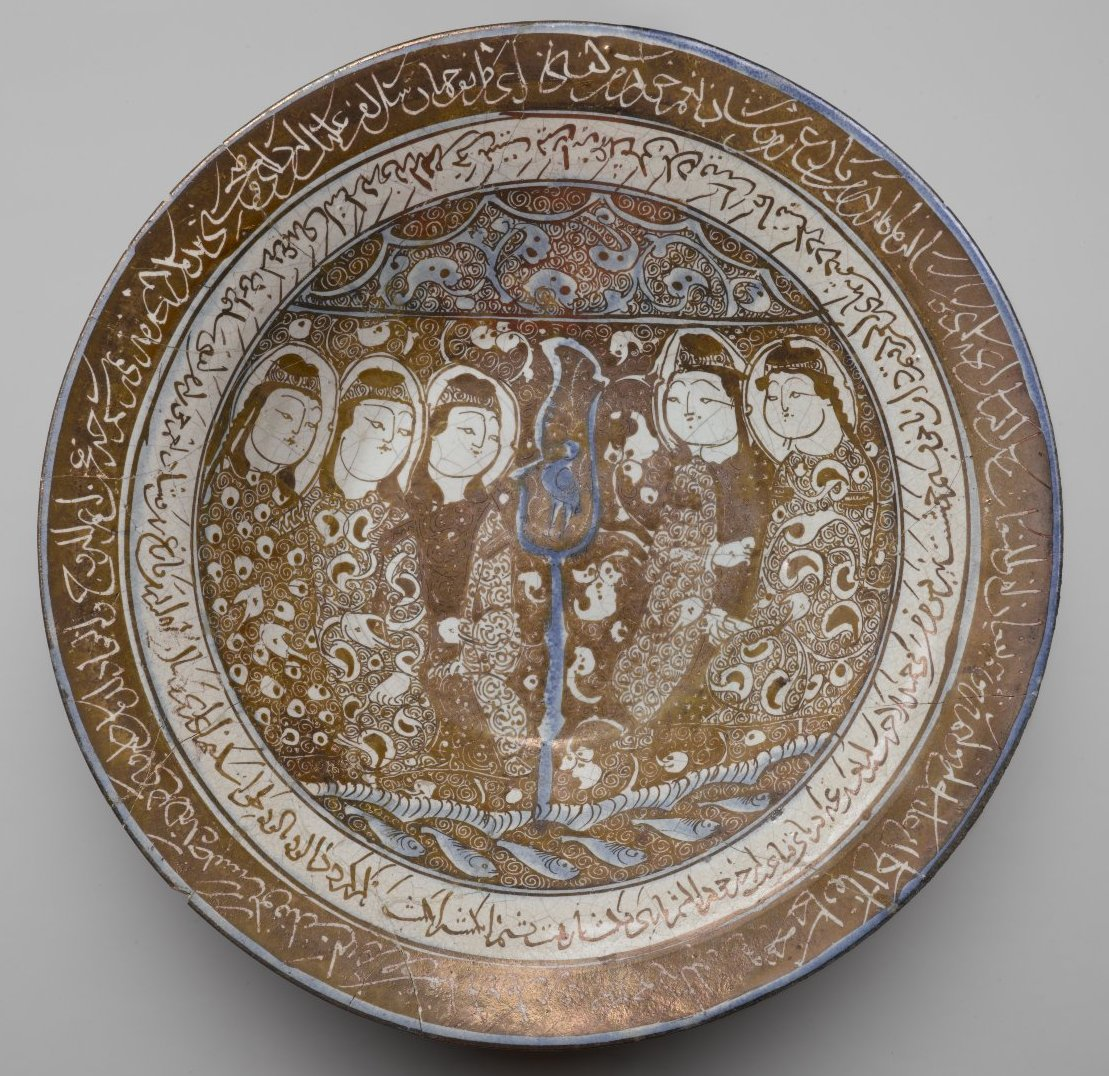
Bol de réflexions, Iran au début du 13e siècle. Brooklyn Museum.

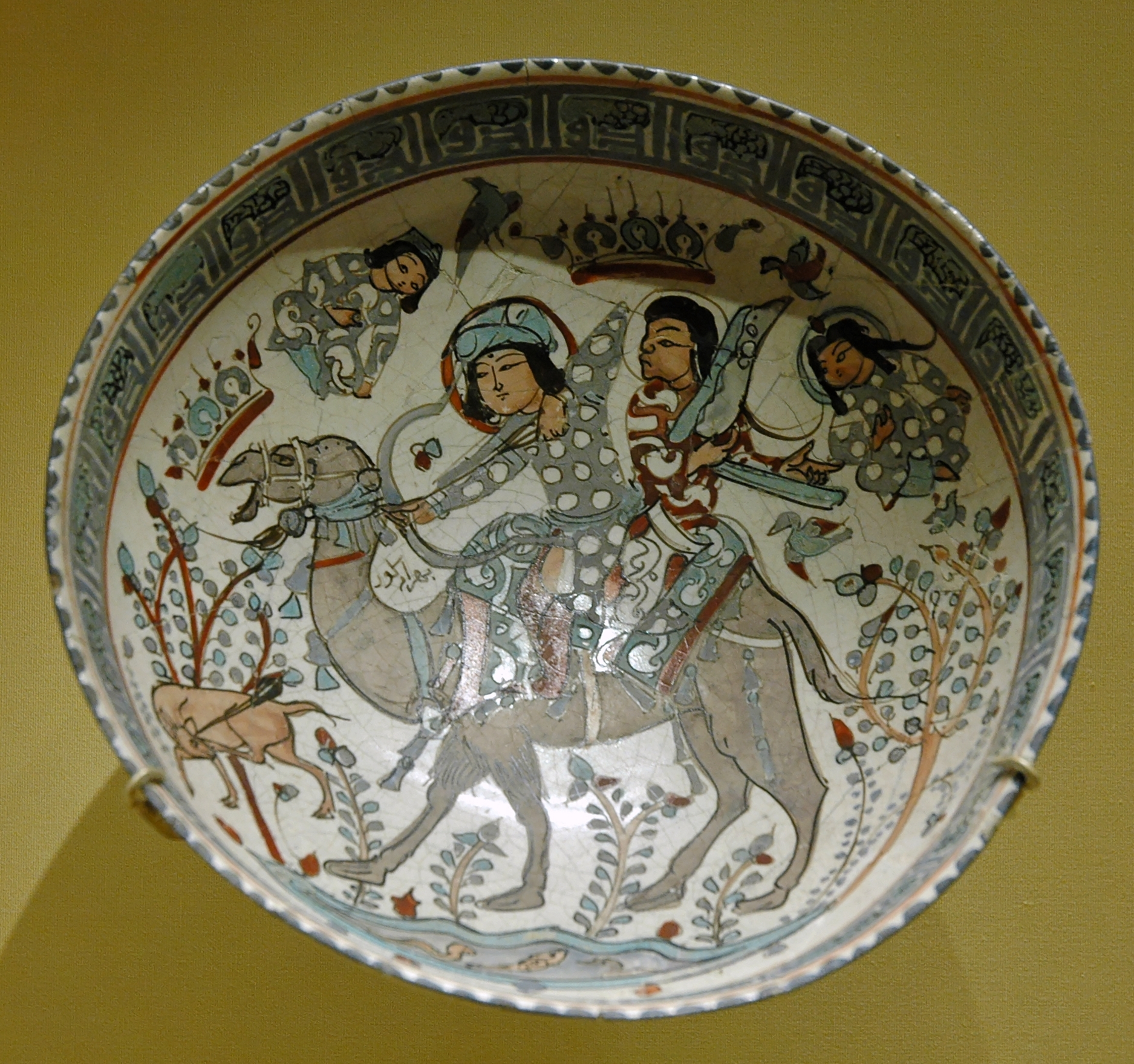
Coupe avec Barham Gur et Azadeh, céramique siliceuse à décor de haftrang, Iran, fin, Metropolitan Museum of Art

Dans un suprême raffinement, il arrive que les techniques du lustre et du haftrang soient combinées, engendrant au moins trois cuissons : une pour la pâte et la glaçure, ainsi qu'éventuellement les couleurs stables, une pour le lustre, avec le changement d'atmosphère (oxydante et réductrice) et une pour les couleurs[réf. nécessaire].
Le haftrang se distingue aussi par son décor qui reprend sans doute les peintures contemporaines (bien qu'aucun manuscrit ne puisse confirmer cette hypothèse), avec des scènes figuratives parfois très développées et qui peuvent faire appel à la littérature, comme pour la coupe avec Bahram Gur et Azadeh conservée au Metropolitan Museum of Art, qui fait référence au Shâh Nâmâ de Ferdowsi ou au Khamsa de Nizami[réf. nécessaire].
La production très peu abondante de haftrang s'interrompt brusquement avec les invasions mongoles. La technique du petit feu, quant à elle, perdure avec le lajvardina[réf. nécessaire].
Il faut noter enfin la naissance, en Syrie, d'une nouvelle forme de décor : le peint sous glaçure transparente, qui utilise moins de couleurs (bleu cobalt, noir, puis un peu plus tard rouge de fer, qui vire souvent au vert kaki), mais permet de réaliser la pièce en une seule cuisson, et diminue d'autant les risques qui y sont liés. La pâte utilisée peut être argileuse ou siliceuse, notamment en Anatolie Saljukide[réf. nécessaire].

### XIVe–XVIesiècles
Le lajvardina est la perpétuation des techniques de petit feu chez les Mongols. Le terme signifie « lapis-lazuli » en persan, ce qui se justifie par l'emploi fréquent d'une glaçure de fond d'un bleu très soutenu. Cette technique est longuement décrite dans le traité d'Abu’l Qasim mais ne fut employée qu'à la fin du XIIIe et au XIVe siècle (dernier jalon : 1374–1375), dans le centre de Kashan notamment (seul centre certain). Les couleurs utilisées sont moins nombreuses que dans le haftrang : bleu, blanc, rouge et or seulement, mais également posées sur la glaçure et cuites à basse température dans une seconde cuisson. L'or peut également être posé à froid.

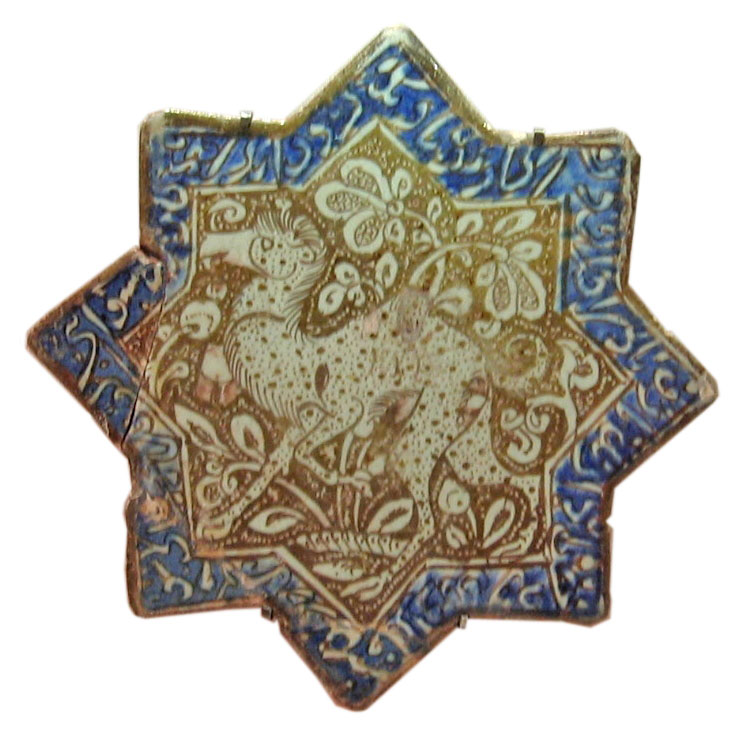
Carreau en forme d'étoile, pâte siliceuse avec décor lustré sur glaçure opacifiée et rehauts de cobalt, Iran XIIIe siècle, musée du Louvre

Des nouveautés dans le lustre apparaissent aussi chez les mongols, avec l'emploi de réhauts de cobalt et/ou de turquoise, et l'apparition de carreaux à la fois moulés et lustrés. Le lustre est d'ailleurs extrêmement utilisé dans le décor architectural, tandis que les céramique de forme sont souvent de type sultanabad, avec un décor à l'engobe sur engobe sous glaçure[réf. nécessaire].

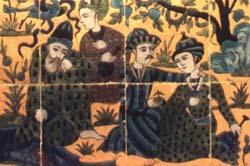
Panneau de céramique en cuerda seca, Hommes au bord d'un ruisseau, Iran, XVIIIe siècle

Le XIVe siècle voit aussi éclore, plus à l'ouest, la technique de la cuerda seca. Cette expression signifie « corde sèche » en espagnol, car les potiers séparaient les couleurs grâce à une sorte de cloison en matière noire (huile ou cire avec du manganèse) posée à l'aide d'une corde. À la cuisson, cette matière brûle, ne laissant qu'une trace noire. Cette technique, utilisée dans le Çimili Kiösk à Istanbul, est également très présente dans les décors architecturaux safavides[réf. nécessaire].
La mosaïque de céramique fut inventée semble-t-il un peu avant le XIVe siècle, puisqu'on en trouve chez les Saljukides de Rum ; cependant, c'est sous les Timurides au XVe siècle qu'elle connut son heure de gloire. Pour réaliser une mosaïque de céramique, les potiers découpaient dans des carreaux glaçurés de différentes couleurs des formes qu'ils assemblaient ensuite dans un mortier. La céramique sculptée est également parfois utilisée sous les Timurides, dans des colonnes ou des mihrabs par exemple[réf. nécessaire].

### Période des trois empires

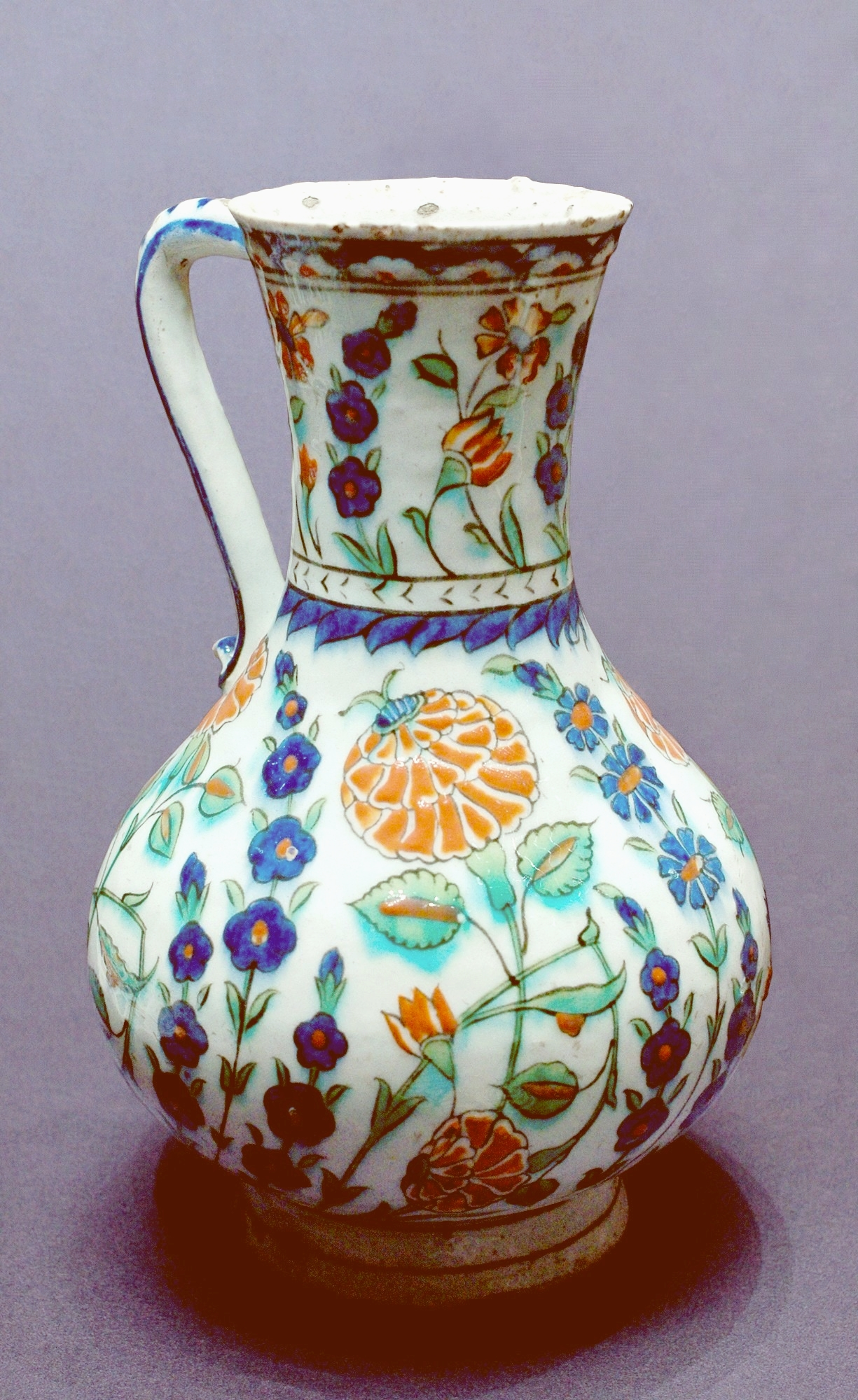
Pichet d'Iznik, céramique siliceuse à décor peint sur engobe et sous glaçure transparente, v. 1560–1570, musée du Louvre

Alors que les empires safavide et moghol voient l'art de la terre cuite décliner, chez les Ottomans apparaît la céramique d'Iznik. Celle-ci comporte plusieurs particularités : sa pâte est siliceuse, mais du plomb y est ajouté afin de baisser la température de cuisson et d'économiser ainsi des matériaux de combustion. De plus, les céramiques sont recouvertes avec un engobe de même composition que la pâte : il s'agit donc du premier engobe siliceux. Le décor est ensuite peint sous glaçure incolore, et la pièce est cuite en une seule fois. Les couleurs utilisées sont tout d'abord le bleu, puis le turquoise, le vert, le rose, le gris, le noir, le pourpre et le brun apparaissent. Mais c'est le rouge tomate, réalisé avec de l'oxyde de fer, qui va faire la réputation des céramiques d'Iznik. Ce rouge d'Iznik apparaît en 1555[réf. nécessaire].
Au XIXe siècle, Auguste Salzmann, Consul de France à Rhodes, rassemble une imposante collection de céramiques d'Iznik : il possède alors 532 pièces (plats, bouteilles, coupes, assiettes…). En 1865 et 1872, le gouvernement français rachète cette impressionnante collection personnelle du Consul. C'est pour cette raison que cette collection est parfois nommée "céramique de Rhodes" alors qu'elle provient bien d'Iznik. Ces 532 céramiques sont aujourd'hui exposées au Musée national de la Renaissance d'Ecouen, avec bien d'autres œuvres de céramiques provenant d'Europe. La technique de fabrication de cette collection d'Iznik est particulière : il ne s'agit pas de faïence mais d'une terre siliceuse mélangée à de l'argile et des matériaux contenant du plomb. La pièce enduite sèche au soleil puis est colorée par des oxydes métalliques qui sont posées au pinceau[réf. nécessaire].
La création de cette vaisselle d'Iznik répond probablement à l'amour des princes ottomans pour la céramique chinoise. Les premiers décors des pièces sont en effet bleus sur fond blanc, tout comme la porcelaine de l'époque Ming. Progressivement, les potiers ont ensuite imposé un répertoire et des décors personnels[réf. nécessaire].

### Ateliers tunisiens de Qallaline
Les ateliers tunisois de Qallaline exportent vers l’Égypte, l’Algérie et Tripoli de Barbarie les copies des carreaux valenciens et catalans. La première production de Qallaline fait suite à l’apport des potiers morisques, arrivés dans la régence de Tunis après l’expulsion des Morisques d'Espagne de 1609-1614, et qui reprennent leur métier dans leur exil nord africain. Ils transmettent leur savoir-faire et l’esthétique de la Renaissance espagnole, inﬂuence qui s’avère décisive dans la production tunisoise du XVIIe siècle. La Tunisie est d'autre-part influencée par la production otomane: La céramique d'Iznik à son déclin habille par exemple la Mosquée Sidi Mahrez en 1699. La céramique tunisienne subit donc l'influence d'un Islam ottoman et d'autre-part une esthétique occidentale.